# Burgaw
Burgaw è una town degli Stati Uniti d'America, capoluogo della contea di Pender della Carolina del Nord.
Burgaw fa parte dell'area metropolitana di Wilmington.
Nella città, sono stati girate alcune scene in esterno della serie TV Under the Dome.

## Geografia fisica
Secondo lo United States Census Bureau, la città ha una superficie di 14,17 km² (5,47 mi²), di cui 0,03 km² (0,01 mi²) coperti d'acqua.

## Società

### Evoluzione demografica
Al censimento del 2000 la città contava 3 438 abitanti, passati a 3 872 nel 2010.